# Mr. Morfina
Mr. Morfina (Novocaine) è un film del 2025 diretto da Dan Berk e Robert Olsen.

## Trama
Nathan Caine è un introverso dai modi gentili affetto da insensibilità congenita al dolore con anidrosi (CIPA), e lavora come vice-direttore in una cooperativa di credito a San Diego. La sua collega, Sherry Margrave, è interessata a lui romanticamente, ma Nathan è titubante a causa della sua condizione e della sua inesperienza con le donne. Una sera, in un bar con Sherry, Nathan incontra il bullo che lo tormentava alle medie, il quale lo prende in giro chiamandolo "Mr. Morfina". Sherry si vendica di lui facendogli bere uno shot di salsa piccante; i due poi consumano un rapporto sessuale.
La mattina seguente, la vigilia di Natale, una banda di rapinatori vestiti da Babbo Natale, guidata da Simon Greenly, assalta la cooperativa. Simon uccide il capo di Nathan, Nigel, e prende Sherry in ostaggio. Nathan, d’impulso, ruba una volante della polizia per inseguire l’auto in cui si trova Sherry, ma segue il veicolo sbagliato e finisce in una colluttazione con un altro rapinatore, Ben Clark, nella cucina di un ristorante. Alla fine Nathan riesce a uccidere Ben, ma si ustiona gravemente una mano cercando di recuperare la sua pistola da una friggitrice.
Notando un tatuaggio sul corpo di Ben, Nathan chiede aiuto al suo unico amico, Roscoe Dixon, un gamer che non ha mai incontrato di persona, per rintracciare l’artista del tatuaggio. Riesce a trovare il tatuatore, Zeno, e lo interroga per ottenere l’indirizzo di Ben, sperando così di trovare Sherry. Dopo una rissa, Nathan riesce a scoprire il cognome di Ben e chiama un collega per farsi dare l’indirizzo di casa usando i documenti del prestito. L’abitazione di Ben è piena di trappole e Nathan finisce intrappolato in un laccio; disperato, chiama Roscoe. Il fratello di Ben, Andre, entra in casa e inizia a torturarlo, ma Nathan finge di provare dolore. Roscoe arriva e insieme riescono a sopraffare e uccidere Andre. Gli agenti di polizia Mincy Langston e Coltraine Duffy arrivano sulla scena e arrestano Roscoe, che nel frattempo si era scambiato i vestiti con Nathan.
Nathan riesce a rintracciare Sherry e Simon in un’autofficina e scopre che Sherry è in realtà la sorella di Simon e sua complice nella rapina; inizialmente voleva sedurre Nathan per ottenere il codice della cassaforte, ma ha finito per innamorarsi davvero di lui (ed è rimasta sconvolta quando Simon ha ucciso Nigel senza motivo). Simon tenta di uccidere Nathan nonostante le proteste di Sherry, ma viene colpito da un colpo di pistola sparato da Coltraine, proprio mentre Sherry e Nathan vengono arrestati. Simon però riesce a sparare a Coltraine, uccidendolo, e ferisce Mincy, fuggendo con l’ambulanza in cui si trova Nathan. Sherry si libera dalle manette e si lancia all’inseguimento, mentre Roscoe porta Mincy ferita all’ospedale.
Quando riprende conoscenza, Nathan si libera dalle manette e colpisce Simon con un defibrillatore, facendolo schiantare. Simon, esasperato, gli spezza un braccio proprio mentre Sherry arriva. Quando sta per uccidere anche lei, Nathan si inietta adrenalina e uccide Simon conficcandogli l’osso esposto del proprio braccio nella mandibola, prima di perdere i sensi, esausto per le ferite.
Quando Nathan si risveglia in ospedale, due settimane dopo, scopre di essere stato condannato a sei mesi agli arresti domiciliari e cinque anni di libertà vigilata, invece di una lunga pena detentiva, grazie al fatto di aver salvato la vita al poliziotto a cui aveva rubato l'auto per inseguire Sherry.
Un anno dopo, va a trovare Sherry, ormai quasi alla fine di una breve pena detentiva per il suo coinvolgimento nella rapina. Condividono una torta di ciliegie, la stessa che Sherry gli aveva fatto assaggiare al loro primo appuntamento (il primo cibo solido che Nathan avesse mangiato dopo tanto tempo). Mentre le guardie riportano Sherry nella sua cella, Nathan sorride mentre mangia la torta.

## Produzione
Nell'ottobre 2023, è stato annunciato che Jack Quaid avrebbe recitato nel film.
Nel febbraio 2024, la Paramount Pictures ha acquisito il film, con Amber Midthunder annunciata anche come parte del cast. A marzo, Ray Nicholson, Jacob Batalon, Betty Gabriel e Matt Walsh si sono uniti al cast del film.
Le riprese principali sono iniziate l'8 aprile 2024 a Città del Capo, in Sudafrica.

## Distribuzione
Il film è stato distribuito il 14 marzo 2025 negli Stati Uniti e il 27 marzo in Italia.

## Accoglienza

### Incassi
Il film ha incassato 19861854 $ in Nord America e 14674207 $ nel resto del mondo, per un totale di 34536061 $.

### Critica
Su Rotten Tomatoes l'80% di 215 critici esprime gradimento per il film, su Metacritic il voto medio di 38 critici è 58/100.